# Prunella orientalis
Prunella orientalis és una espècie de planta de la família de les lamiàcies (labiades) autòctona del pròxim orient.
És un hemicriptòfit perenne, rizomatós, de tija erecta i de base quadrangular de fins a 40 cm d'alçada. És una espècie molt semblant a prunel·la vulgar (Prunella vulgaris); de fet es creia que era un híbrid entre aquesta i la prunel·la blanca (Prunella laciniata), però no hi ha evidències genètiques al respecte. Difereix de prunel·la vulgar per la seva pilositat híspida, la qual és pobre a la tija i més abundant en les fulles. Les fulles són d'el·líptiques a lanceolades, subsenceres o lleugerament laciniades i marcadament més estretes que prunel·la vulgar. Forma una gran inflorescència en forma d'espiga entre maig i juliol. El llavi inferior del sèpal es profundament dividit i les dents dels sèpals són més amples i llargues. Es diferencia de la prunel·la blanca per la seva corol·la violeta i lila (mai blanca) i pel seu major port. Habita marges humits, pinedes i prats més aviat humits dels 0 als 1.400 de l'Anatòlia Sud-Oriental, Síria occidental, Líban i l'Iraq septentrional.
Tot i ser una labiada, és poc aromàtica però igualment és rica en compostos volàtils de propietats antioxidants, antiinflamatòries o antivirals com per exemple àcids fenòlics (àcid rosmarínic, àcid ferúlic o àcid cafeic) i flavonoides.